# Schalihorn
Das Schalihorn ist ein 3974 m ü. M. hoher Berg im Schweizer Kanton Wallis. Es liegt zwischen Täsch und Zinal. Innerhalb der Walliser Alpen wird es zur Weisshorngruppe gezählt. Der Gipfel liegt auf dem Grat, der das Mattertal vom Val d’Anniviers trennt. Dieser setzt sich nach Süden über den Hohlichtpass (3730m), die Pointe Nord de Moming (3863m), den Col de Moming (3772m) und die Pointe Sud de Moming (3963m) zum höheren Zinalrothorn fort, während der Grat nach Norden zum Schalijoch (3747m) verläuft und danach über den Schaligrat zum Gipfel des Weisshorns, des höchsten und bekanntesten Gipfels westlich des Mattertals, ansteigt.
Während der Gipfel des Schalihorn selbst eisfrei ist, liegen an seinen Flanken mehrere Gletscher. Im Nordosten liegt der Schaligletscher, im Südosten der Hohlichtgletscher, im Westen der Glacier de Moming und im Nordwesten der kleine Weisshorngletscher.

## Routen
Das Schalihorn kann von vier Seiten bestiegen werden:
- Von Süden von der Rothornhütte via Unteres Äschjoch (3551 m), Ober Äschhorn (3661 m) und über den Hohlichtgletscher.
- Von Osten von der Weisshornhütte über den Schaligletscher und das Schalijoch.
- Von Nordwesten von der Cabane Arpitettaz über den Glacier du Weisshorn und das Schalijoch.
- Von Südwesten von der Cabane du Mountet über die Arête du Blanc bis kurz vor das Zinalrothorn und von dort zum Gipfel.

Das Schalihorn kann auch überschritten werden. Sämtliche beschriebenen Routen besitzen den Charakter einer Hochtour mit Schwierigkeitsgrad ZS und Anstiegszeit von mehreren Stunden. In unmittelbarer Nähe befindet sich nur das unbewartete Schalijochbiwak im gleichnamigen Joch.

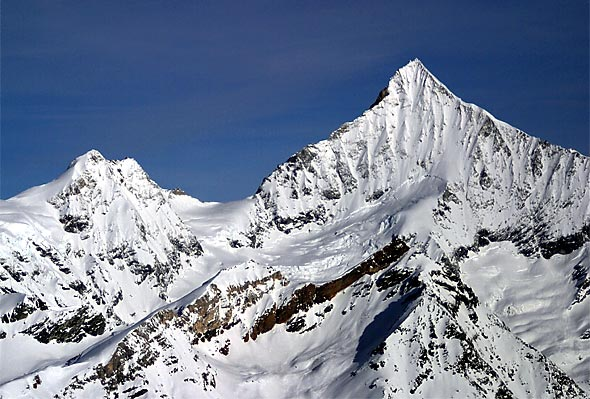
Weisshorn von Südosten aus gesehen, links des Weisshorns das Schalihorn und der Schaligrat, rechts der Ostgrat